# Гімн Грузії
Державним гімном Грузії є пісня «Свобода». Музика гімну складена з двох опер — «Даїсі» та «Абесалом та Етері» (автор — Закарія Паліашвілі). Автор слів — Давід Маградзе.

## Слова
- თავისუფლება
- Тхавісупхлеба
- Свобода
- Свобода

## Текст гімну
| ჩემი ხატია სამშობლო, სახატე მთელი ქვეყანა, განათებული მთა-ბარი, წილნაყარია ღმერთთანა. თავისუფლება დღეს ჩვენი მომავალს უმღერს დიდებას, ცისკრის ვარსკვლავი ამოდის ამოდის და ორ ზღვას შუა ბრწყინდება, დიდება თავისუფლებას, თავისუფლება დიდებას! | Чемі хат'іа самшобло, Сахат'е мтелі квек'ана, Ґанатебулі мта-барі, Цілнакаріа гмерттана. Тавісуплеба дґес чвені: Момавалс умгерс дідебас, Ціскріс варсквлаві амодіс: Амодіс да ор згвас шуа брцкіндеба, Да дідеба тавісуплебас, Тавісуплебас дідеба! |
| Моя ікона — Батьківщина, Підіконник — вся країна, Освітлені гори-низовини, Розділені Богом. Сьогодні наша свобода: Майбутньому співає велич, Світанку зоря сходить, Сходить та між двома морями світить: Слава свободі, Свободі слава!       | Батьківщина — це ікона, Увесь край — іконостас, Світлі гори і долини, Заповів Бог для всіх нас. Тож прославимо свободу: Що зоря із майбуття, Нам освітлює на сході, Між двох морів цей рай для життя: Слава свободі, Свободі слава у віках!          |

## Слухати
Гімн Грузії у виконанні оркестру ВМС США